# Trehörningen, Hanveden
Trehörningen är en sjö i Huddinge kommun i Södermanland som ingår i Tyresåns huvudavrinningsområde. Sjön är 6,8 meter djup, har en yta på 0,0621 kvadratkilometer och befinner sig 76,8 meter över havet. Sjön avvattnas av vattendraget Lissmaån. Vid provfiske har abborre fångats i sjön.

## Beskrivning
Trehörningen ligger i Hanveden och ingår i Paradisets naturreservat. Sjön är den högst belägna Tyresåns sjösystem och är också den sydligaste.
Trehörningen är mycket populär hos friluftsfolket. Den passeras av flera vandlingsleder, såsom Sörmlandsleden samt några som har sin början vid torpet Paradiset som ligger cirka 1 km från Trehörningen. Området runt sjön består till stor del av hällmarker med tall-dominerad skog. 

## Delavrinningsområde
Trehörningen ingår i delavrinningsområde (656167-162639) som SMHI kallar för Utloppet av Ådran. Medelhöjden är 70 meter över havet och ytan är 7,24 kvadratkilometer. Det finns inga avrinningsområden uppströms utan avrinningsområdet är högsta punkten. Lissmaån som avvattnar avrinningsområdet har biflödesordning 2, vilket innebär att vattnet flödar genom totalt 2 vattendrag innan det når havet efter 20 kilometer. Avrinningsområdet består mestadels av skog (79 procent). Avrinningsområdet har 0,49 kvadratkilometer vattenytor vilket ger det en sjöprocent på 4,9 procent. Bebyggelsen i området täcker en yta av 1,44 kvadratkilometer eller 15 procent av avrinningsområdet.

## Bilder

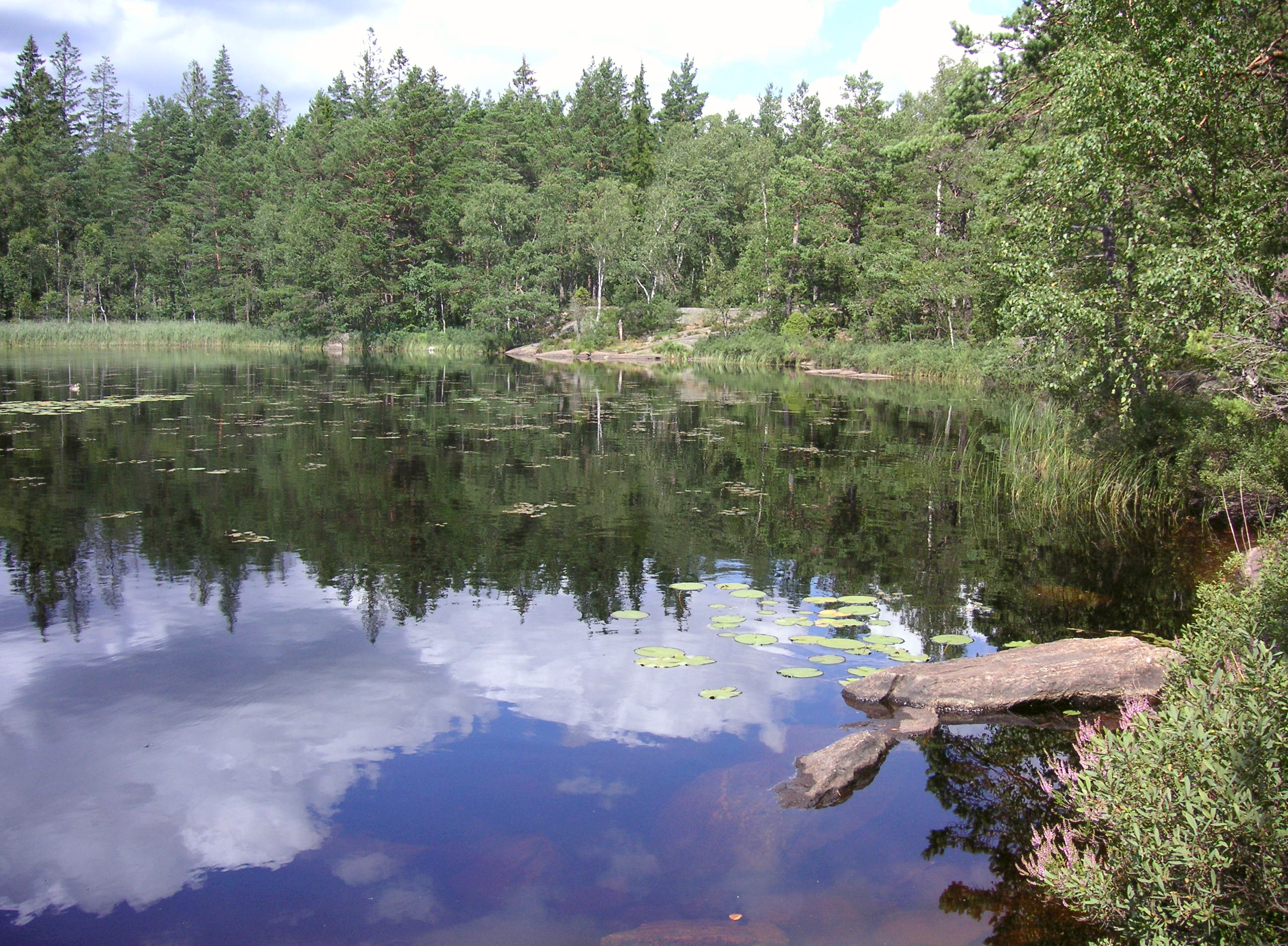
Sommar
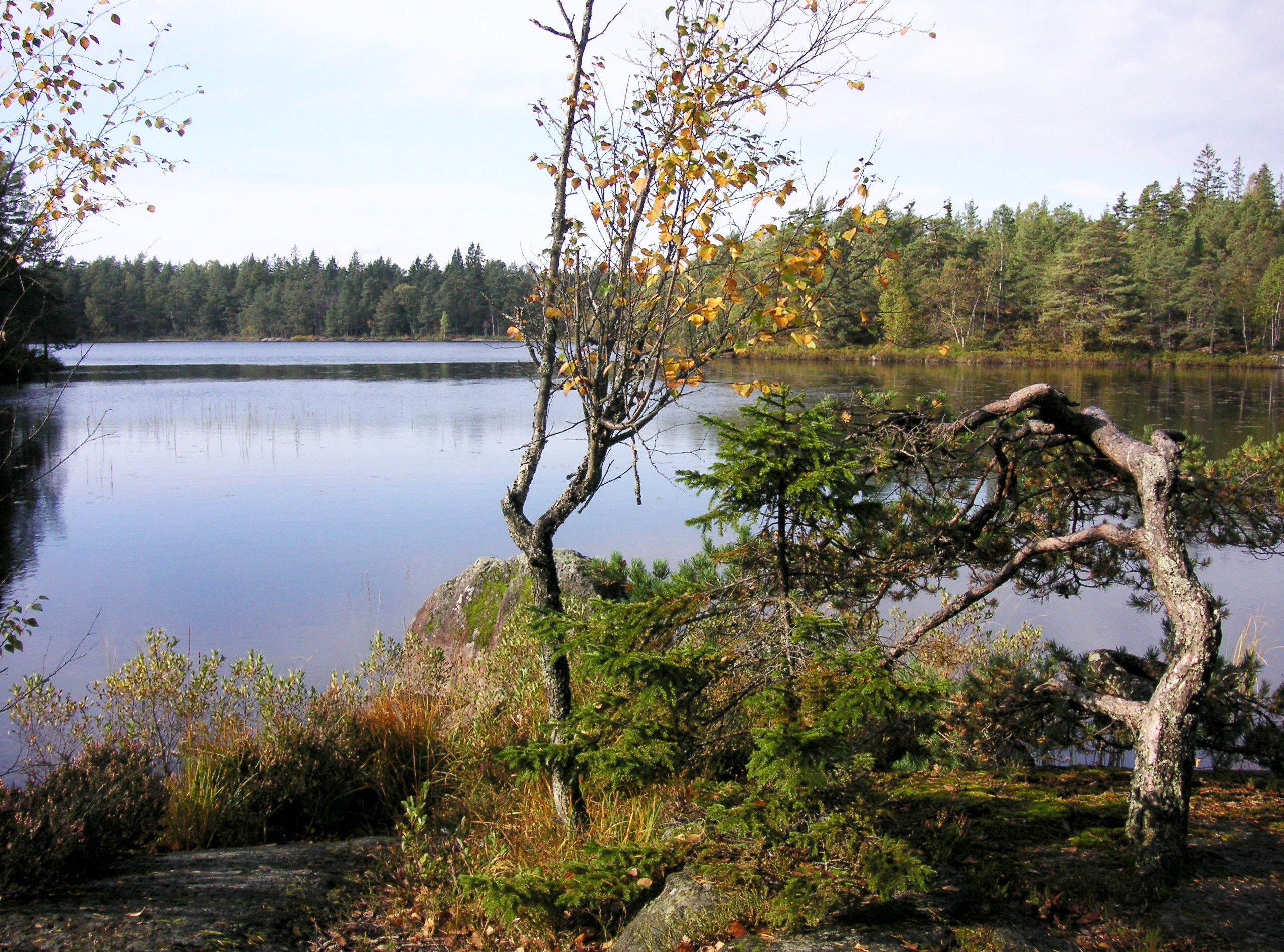
Höst
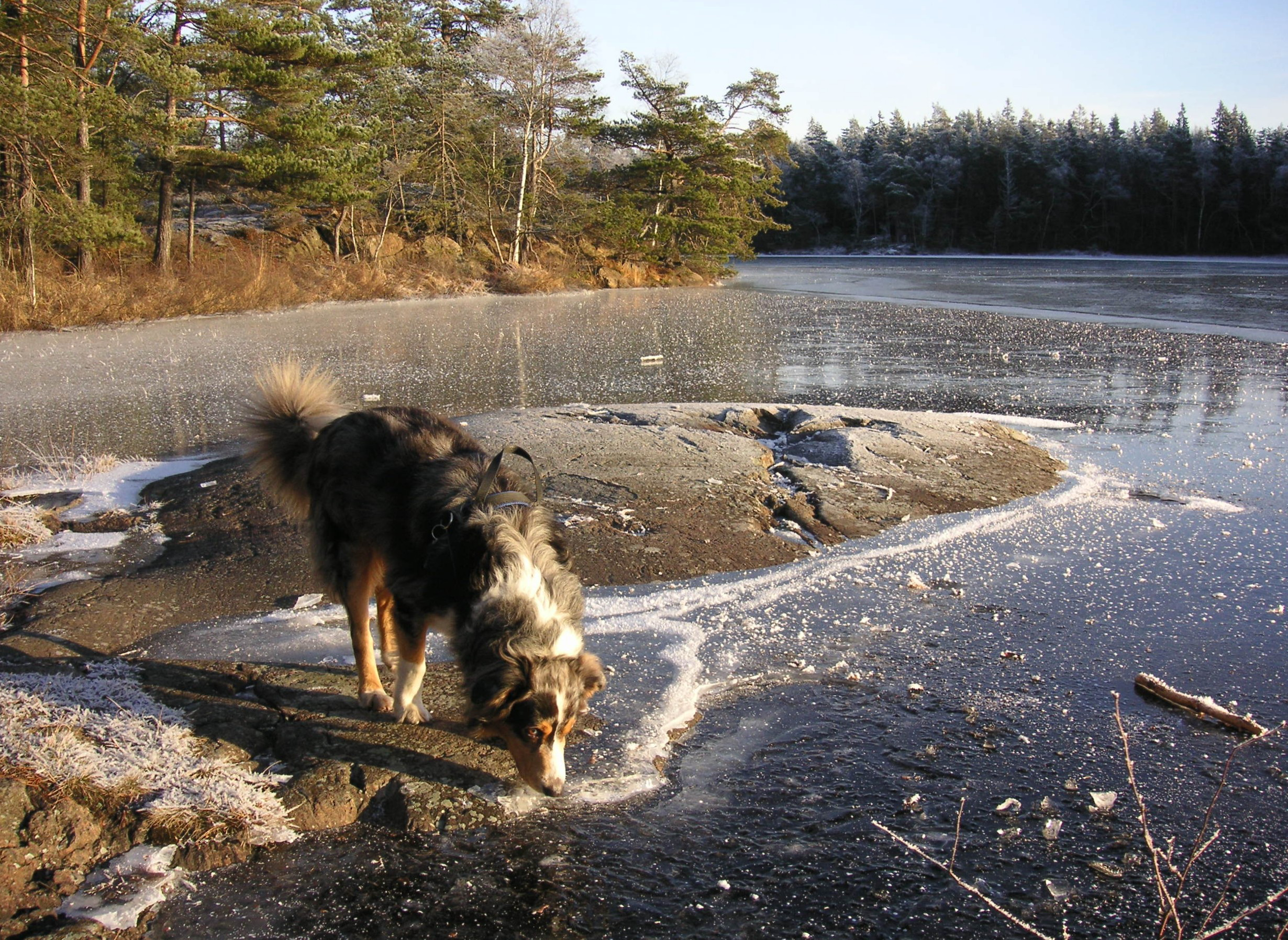
Vinter